# Nivelles (huyện)
Huyện Nivelles (tiếng Pháp: Arrondissement de Nivelles; tiếng Hà Lan: Arrondissement Nijvel) huyện hành chính duy nhất ở tỉnh Walloon Brabant của Bỉ.
Huyện này vừa là huyện hành chính và huyện tư pháp. Lãnh thổ của huyện tư pháp Nivelles trùng với lãnh thổ của huyện hành chính Nivelles.

## Các đô thị
Huyện hành chính Nivelles bao gồm các đô thị sau:
| - Beauvechain - Braine-l'Alleud - Braine-le-Château - Chastre - Chaumont-Gistoux - Court-Saint-Etienne - Genappe - Grez-Doiceau - Hélécine - Incourt - Ittre - Jodoigne - La Hulpe - Lasne | - Mont-Saint-Guibert - Nivelles - Orp-Jauche - Ottignies-Louvain-la-Neuve - Perwez - Ramillies - Rebecq - Rixensart - Tubize - Villers-la-Ville - Walhain - Waterloo - Wavre |